# ジベンジルケトン
ジベンジルケトン(Dibenzyl ketone)または1,3-ジフェニルアセトン(1,3-diphenylacetone)は、2つのベンジル基が中央のカルボニル基に結合した構造を持つ化合物である。この結果、中央のカルボニル基の炭素原子は求電子性になり、隣接する2つの炭素原子はいくらか求核性になる。このため、ジベンジルケトンは、しばしばベンジルとともにアルドール縮合反応に用いられ、テトラフェニルシクロペンタジエノンが合成される。ヴェラ・ボグダノフスカヤは、ジベンジルケトンの分類の業績で知られる。

## 製造
フェニルアセトンは、自己凝縮し、ジベンジルケトンとなる。
1つの方法としては、以下のようなものがある。フェニル酢酸を無水酢酸及び無水酢酸カルシウムと反応させて、140-150℃で2時間還流させる。蒸留物の大部分は酢酸であるため、混合物は、ゆっくりと蒸留させる。蒸留の途中から、蒸留物に二酸化炭素を吹き込むと、液体はジベンジルケトンとその他の不純物の混合物となる。この混合物を200-205℃以上に加熱すると、樹脂化が起こり、ケトンの収量が減少してしまう。